# Берглен
Берглен (нім. Berglen) — громада в Німеччині, знаходиться в землі Баден-Вюртемберг. Підпорядковується адміністративному округу Штутгарт. Входить до складу району Ремс-Мур.
Площа — 25,87 км2. Населення становить 6483 ос. (станом на 31 грудня 2020).